# NGC 53
NGC 53 ist eine Balken-Spiralgalaxie vom Hubble-Typ (R')SB(r)ab im Sternbild Tukan am Südsternhimmel. Sie ist etwa 200 Millionen Lichtjahre von der Milchstraße entfernt und hat einen Durchmesser von schätzungsweise 120.000 Lichtjahren.
Das Objekt wurde am 15. September 1836 von dem britischen Astronomen John Frederick William Herschel entdeckt.